# 287693 Hugonnaivilma
287693 Hugonnaivilma è un asteroide della fascia principale. Scoperto nel 2003, presenta un'orbita caratterizzata da un semiasse maggiore pari a 2,3514442 UA e da un'eccentricità di 0,2173282, inclinata di 1,51099° rispetto all'eclittica.
L'asteroide è intitolato a Vilma Hugonnai prima donna ungherese a laurearsi in medicina.